# Calvi (Itàlia)
Calvi és un municipi italià, situat a la regió de Campània i a la província de Benevent, a uns 60 km al nord-est de Nàpols i a uns 10 km al sud-est de Benevent. També pertany a la regió històrica del Samni. El terme municipal té una altitud que va dels 169 m als 388 m sobre el nivell del mar. Segons el cens de 2021 tenia 860 habitants en una superfície de 0,2279 km².
Fins al 1958, San Nazzaro formava un mateix municipi amb Calvi, amb el nom de San Nazzaro Calvi.
Limita amb els municipis d'Apice, Mirabella Eclano (AV), Pietradefusi (AV), San Giorgio del Sannio, San Nazzaro i Venticano (AV).